# Dovima con elefantes

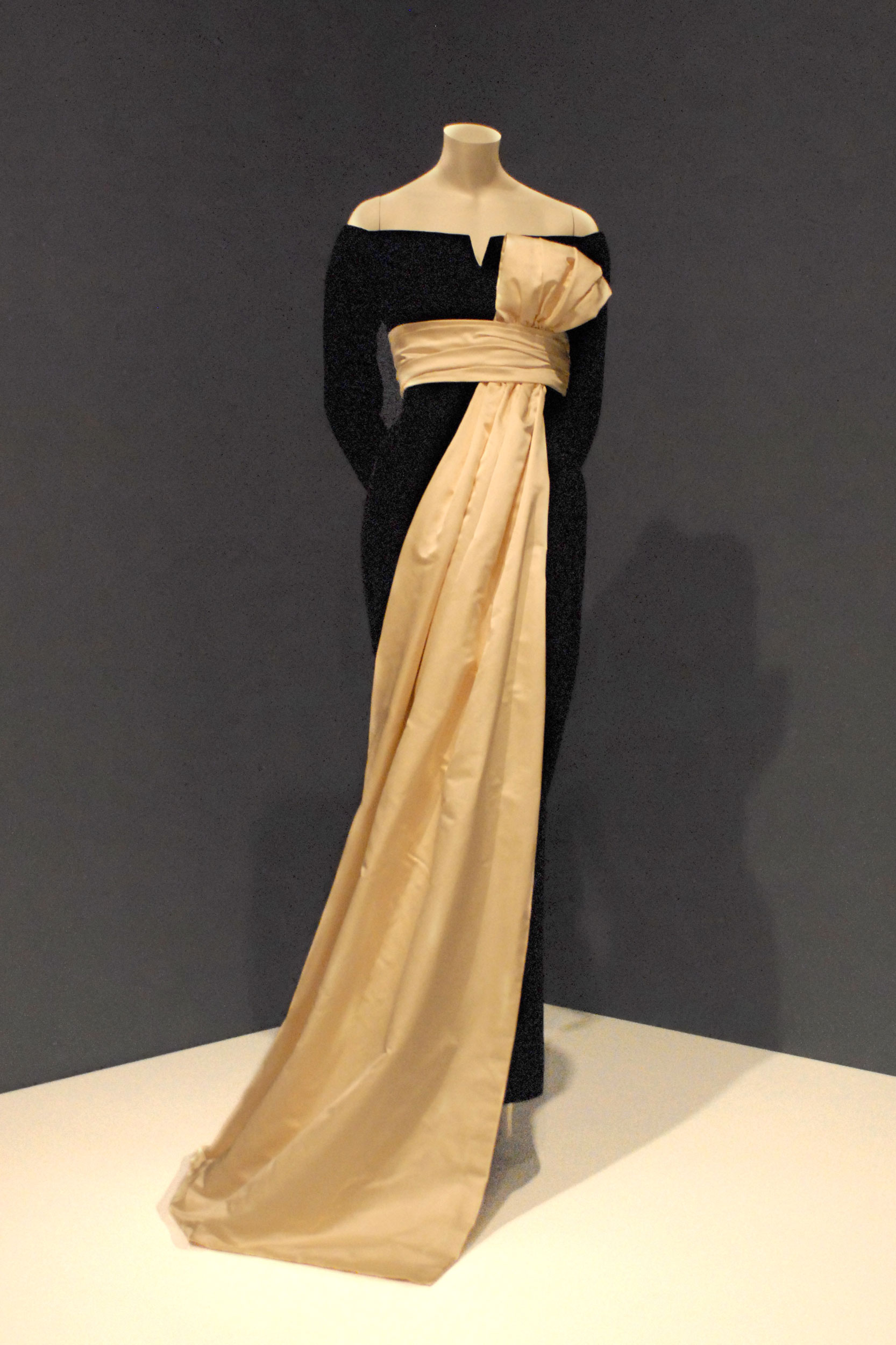
El vestido de Yves Saint-Laurent expuesto en el Museo de Arte de Indianápolis. La modelo Dovima luce este vestido en la famosa fotografía de Richard Avedon Dovima with elephants.

Dovima con elefantes es el nombre de una fotografía de moda tomada por el fotógrafo estadounidense Richard Avedon en 1955 para la revista Harper's Bazaar y bautizada por él como Dovima with elephants. Esta es considerada la fotografía de moda más famosa, por ejemplo, por Farid Chenoune, Raquel Laneri, la casa de remates Christie's, o la revista Time.

## Historia
Dovima con elefantes es una producción de Richard Avedon en el Cirque d'hiver de París, que tiene un techo de vidrio que deja pasar la luz natural. La fotografía fue realizada antes del lanzamiento de las colecciones y presenta a la modelo estadounidense Dovima posando entre varios elefantes con un vestido de noche negro diseñado para el modisto francés Christian Dior por su joven asistente, Yves Saint-Laurent, con la siguiente descripción: «Vaina de terciopelo negro. Mangas muy ceñidas y escote profundo. Cinturón de satén ancho drapeado, colocado por encima de la cintura normal».
Esta fotografía es parte de una serie de dos imágenes publicadas por Harper's Bazaar en octubre de 1955 como complemento de un reportaje de Carmel Snow, titulado «Carmel Snow's Paris Report», bajo la dirección artística de Alexey Brodovitch. La segunda fotografía muestra a Dovima con un vestido blanco, también de Dior, en medio de los dos elefantes.
Varios críticos consideran esta imagen como la más famosa en la historia de la fotografía de moda, o al menos como la más exitosa en un período que comenzó en la década de 1940 y durante el cual hubo una locura por los animales. A partir de los años 1940, Martin Munkácsi y Louise Dahl-Wolfe experimentaron con la fotografía con elefantes, pero estas imágenes se consideran un «fracaso» porque no establecen una relación entre estos grandes animales y la gracia del modelo.[cita requerida] El equilibrio encontrado por Avedon entre los brazos de Dovima y las trompas de los paquidermos, así como la oposición entre el vestido y la piel de los elefantes, es visto como «un milagro de gracia y equilibrio». Sin embargo, el fotógrafo no quedó satisfecho con esta obra y fue deliberadamente omitida en su autobiografía publicada en 1993.